# Élection gouvernorale de 2022 en Floride
L'élection gouvernorale de 2022 en Floride a lieu le 8 novembre 2022.  
Le gouverneur républicain sortant Ron DeSantis a été élu à la surprise générale en 2018 face au maire de Tallahassee, Andrew Gillum. Il se présente pour être réélu pour un second mandat. Il affronte le représentant démocrate Charlie Crist, gouverneur de l'État de 2007 à 2011.
DeSantis est aisément réélu. Sa large réélection fait de lui le principal opposant à Donald Trump pour l'investiture républicaine en vue de l'élection présidentielle de 2024. 

## Résultats
| Candidats                | Candidats      | Partis      | Voix      | %    |
| ------------------------ | -------------- | ----------- | --------- | ---- |
|                          | Ron DeSantis   | Républicain | 4 611 555 | 59,4 |
|                          | Charlie Crist  | Démocrate   | 3 103 549 | 40,0 |
|                          | Carmen Gimenez | Indépendant | 31 539    | 0,4  |
|                          | Hector Roos    | Libertarien | 19 265    | 0,2  |
|                          |                |             |           |      |
| Votes valides            |                |             |           |      |
| Votes blancs et nuls     |                |             |           |      |
| Total                    |                |             |           |      |
| Abstention               |                |             |           |      |
| Inscrits / participation |                |             |           |      |